# Gelbkopflori

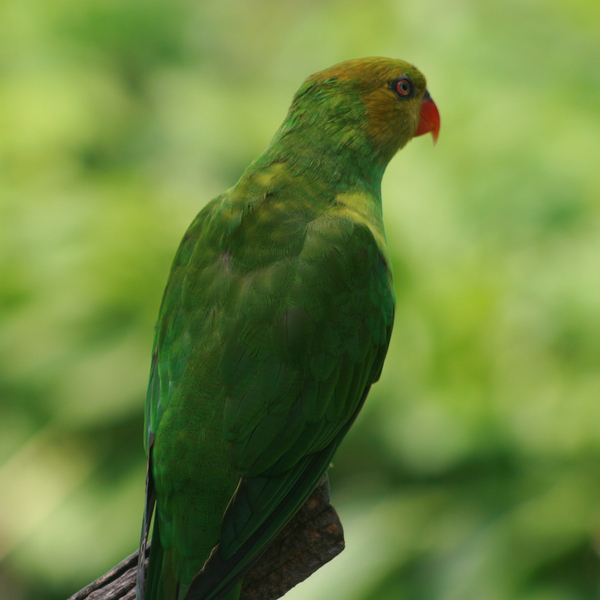
Gelbkopflori von Hinten

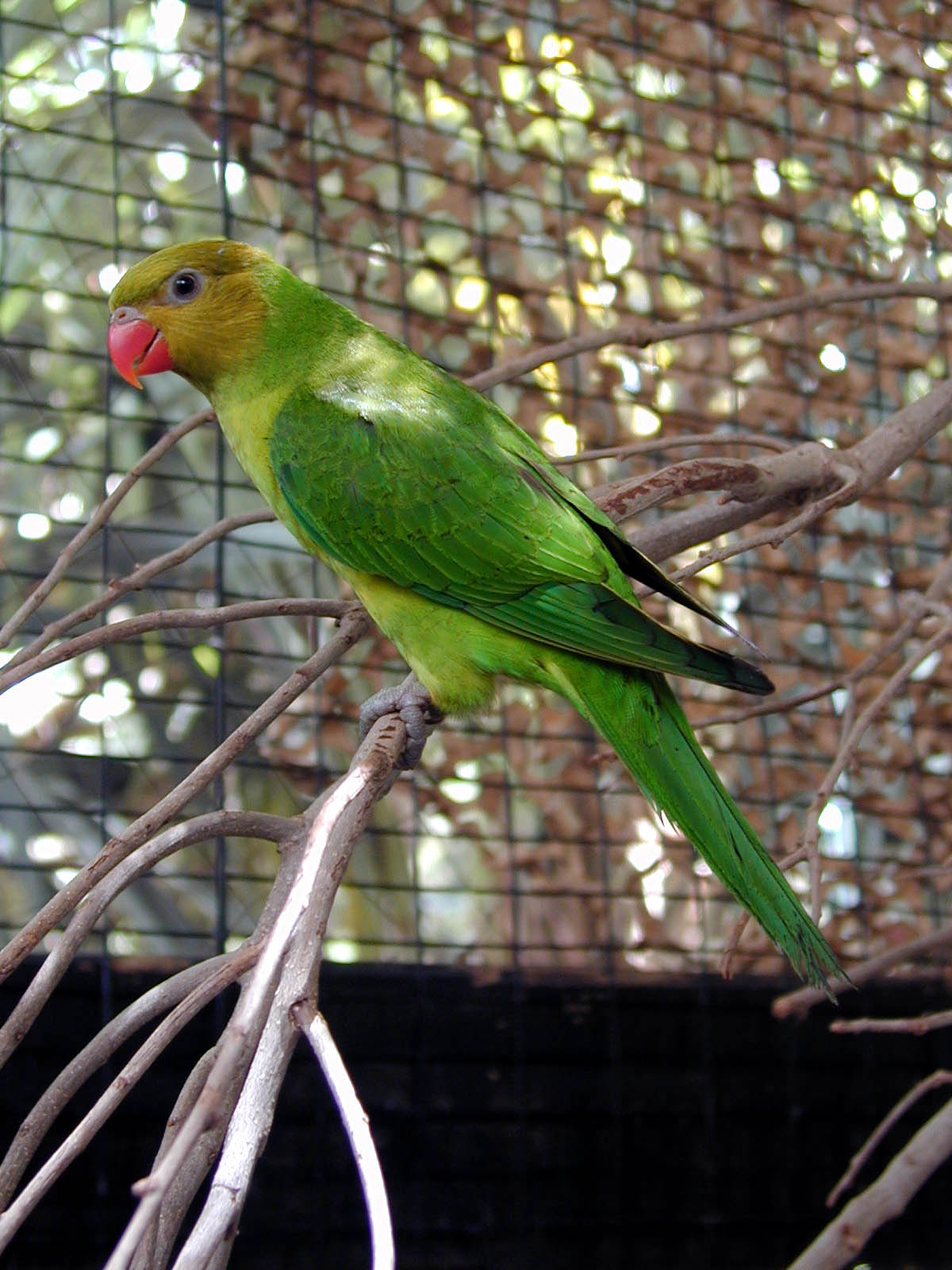
Gelbkopflori von der Seite

Der Gelbkopflori (Trichoglossus euteles) ist eine Art aus der Familie der Eigentlichen Papageien.

## Merkmale
Die Grundfarbe des Gelbkopfloris ist ein helles Grün. Er hat einen oliv-gelben Kopf, der von einem grünen Halskragen umrahmt wird. Der Schnabel ist orange, die Iris rot und die Krallen grau. Männchen und Weibchen sind identisch (kein Geschlechtsdimorphismus). Das Gefieder der Jungvögel ist matter und der Schnabel gräulich. Ein ausgewachsener Vogel ist etwa 23 cm groß und wiegt zwischen 90 und 100 g.

## Verbreitung und Lebensraum
Der Gelbkopflori ist eine endemische Art auf Timor und den umliegenden nördlichen und östlichen Inseln. Er bevorzugt dichte subtropische Wälder bis zu 2500 m, wo er sich in den Wipfeln der höchsten Bäume aufhält.

## Lebensweise

### Verhalten
In kleineren Gruppen bis zu 100 Vögeln sieht man den Gelbkopflori vor allem, wenn er schrill rufend über die Baumkronen hinwegstreicht.

### Fortpflanzung
Bei der Balz sträubt das Männchen die Nackenfedern leicht auf und wiegt und wippt mit dem ganzen Körper. Das Weibchen legt 2–4 Eier, die 23 Tage lang ausgebrütet werden. Nach 8 Wochen verlassen die Jungvögel die Bruthöhle, kommen aber jeweils zum Schlafen noch ein paar Tage zurück. Nach weiteren 3 Wochen sind die Jungen selbstständig.

### Ernährung
Der Gelbkopflori ernährt sich von Pollen, Früchten, Samen und Maden.

## Taxonomie
Coenraad Jacob Temminck beschrieb den Gelbkopflori erstmals wissenschaftlich 1835 und bezeichnete ihn als Psittacus euteles. 1896 gelangten die ersten Vögel nach Europa in den Zoologischen Garten von London und nach dem Zweiten Weltkrieg nach Deutschland.
Es existieren gemäß den großen taxonomischen Organisationen keine Unterarten.

## Bestand und Gefährdung
Die aktuelle taxonomische Einordnung stuft den Gelbkopflori auf der Roten Liste gefährdeter Arten als „nicht gefährdet“ (Least Concern) ein. Die Anzahl der adulten Vögel ist unbestimmt.

## Handel
Die Kontrolle des Handels wird über CITES Anhang II geregelt. Die Ein- und Ausfuhr sowie die Wiederausfuhr erfordert eine Genehmigung oder Bescheinigung des jeweiligen Ausfuhrstaates.